# Liste d'abréviations militaires canadiennes
Pour les articles homonymes, voir Abréviations militaires.
Cette page présente quelques abréviations utilisées couramment par les Forces armées canadiennes.

## Abréviations pour les grades
Liste non-exhaustive.

### Liste desmilitaires du rang
Armée de terre et Force aérienne
- Adjudant-chef (Adjuc)
- Adjudant-maître (Adjum)
- Adjudant (Adj)
- Sergent (Sgt)
- Caporal-chef (CplC)
- Caporal (Cpl)
- Soldat (Sdt)
- Soldat recrue (Sdt(recrue))

Marine
- Premier maître de 1re classe (PM 1)
- Premier maître de 2e classe (PM 2)
- Maître de 1re classe (M 1)
- Maître de 2e classe (M 2)
- Matelot-chef (Matc)
- Matelot de 1re classe (Mat 1)
- Matelot de 2e classe (Mat 2)
- Matelot de 3e classe (Mat 3)

### Liste desofficiers
Armée de terre et Force aérienne
- Général (Gén)
- Lieutenant-général (Lgén)
- Major-général (Mgén)
- Brigadier-général (Bgén)
- Colonel (Col)
- Lieutenant-colonel (Lcol)
- Major (Maj)
- Capitaine (Capt)
- Lieutenant (Lt)
- Sous-lieutenant (Slt)
- Élève-officier (Élof)

Marine
- Amiral (Am)
- Vice-amiral (Vam)
- Contre-amiral (Cam)
- Commodore (Cmdre)
- Capitaine de vaisseau (Captv)
- Capitaine de frégate (Captf)
- Capitaine de corvette (Captc)
- Lieutenant de vaisseau (Ltv)
- Enseigne de vaisseau de 1re classe (Ens 1)
- Enseigne de vaisseau de 2e classe (Ens 2)
- Aspirant de marine (Aspm)

### Liste d'autres abréviations militaires
- en retraite : sigle militaire écrit entre parenthèses (er) précédé d'un grade militaire (abrégé ou non) 
  - Adjudant-chef en retraite : Adjc (er)
  - Lieutenant-général en retraite : Lgén (er)